# Brun ormörn
Brun ormörn (Circaetus cinereus) är en afrikansk fågel i familjen hökar inom ordningen hökfåglar.

## Kännetecken

### Utseende
Brun ormörn gör skäl för sitt namn genom att vara en helt mörkbrun rovfågel. Den är en medelstor örn med en kroppslängd på 66-75 centimeter och vingbredd på 160-185 centimeter. I flykten syns omärkta vitaktiga vingpennor kontrastera mot den mörka kroppen och mörka undre vingtäckarna. Stjärten är även den mörkbrun, med tre smala bleka band. Ungfågeln liknar den adulta, men kan ha vita inslag på huvud eller undersidan.

### Läten
Den bruna ormörnen är mestadels tystlåten, men i flykten kan ett kväkande "hok-hok-hok-hok" höras.

## Utbredning och systematik
Fågeln förekommer i Afrika söder om Sahara, från Senegal och Gambia till norra Etiopien och söderut till Sydafrika. Ett fynd finns från norra Mauretanien. Den behandlas som monotypisk, det vill säga att den inte delas in i några underarter.

## Levnadssätt
Brun ormörn förekommer i öppen savannskogslandskap, men förekommer till skillnad från svartbröstad ormörn (Circaetus pectoralis) inte i mer arida stäpp- eller gräsmarker. Långa perioder sitte den stilla väldigt upprätt från en utkiksplats. Den kretsar men ryttlar sällan eller jagar från luften. Fågeln livnär sig nästan uteslutande på ormar, framför allt giftiga arter, men tar också ödlor och andra små däggdjur.

### Häckning
Fågeln bygger ett litet kvistbo som göms i toppen av ett tätt träd och fodras med färska löv. Honan ruvar för det mesta, eller enbart, det enda ägget medan hanen förser henne med mat. Ägget ruvas i hela 50 dagar, vilket är ovanligt länge för en art av denna storlek. 100 dagar efter kläckning lämnar ungarna boet.

## Status och hot
Arten har ett stort utbredningsområde och en stor population, men tros minska i antal, dock inte tillräckligt kraftigt för att den ska betraktas som hotad. Internationella naturvårdsunionen IUCN kategoriserar därför arten som livskraftig (LC). Världspopulationen kan räknas i tiotusentalet individer. I Västafrika minskar arten till följd av habitatförlust och överbetning.